# Monscha
Die Monscha, auch Monka oder Trubahuasch, war ein Gewichtsmaß auf Madagaskar. Das Maß fand nur für den Handel mit geschälten Reis Anwendung.
- 1 Monscha = 6 Pfund (Pariser) = 2,937 Kilogramm = rund 3 Kilogramm

Der Wuhl (Voule) war das Gemäß mit etwa ½ Pfund (Pariser) oder etwa ¼ Kilogramm Reis als Inhalt.
- 1 Satu (Zatou) = 100 Wuhl/Voule = 50 Pfund (Pariser = 0,490 Kilogramm) = 24 ½ Kilogramm